# ビーエスエス
株式会社ビーエスエスは、かつて東京都豊島区に存在し、ファミリーマートグループ内で、ポケットカード株式会社の株券等の取得及び所有を事業内容としていた企業である。2018年（平成30年）6月29日をもって会社清算結了。かつては、旧サークルK・サンクスのコンビニエンス事業のバックアップを主体にしている企業であった。旧社名は、サークルケイ・システムサービス株式会社（英: Circle K System Service Co.,Ltd ）。
2017年8月1日時点で、公式ウェブサイトが削除されていた。
　※なお、当ページ会社概要の情報および根拠は、同社によって発表された一次資料に準ずる。

## 概要
旧サークルケイ・ジャパンの管理部門から独立事業化し、棚卸しなどファミリーマート（旧サークルKサンクス）のコンビニエンス事業に関わる業務を側面からバックアップしていたが、2010年以降は店舗運営を主体にしていた。
その後、ポケットカード株式会社の株式の公開買い付けを伊藤忠商事の完全子会社である株式会社GITと共同で行うため、ポケットカードの株券等の取得及び所有を事業内容としていた。
かつては、名古屋市交通局と同外郭団体である名古屋交通開発機構と提携し、名古屋市営地下鉄駅構内のミニコンビニ店舗「DO!Shop」の運営をしていた。2011年5月頃より、サークルKのミニ店舗フォーマットである「サークルKミニ」に順次切り替え、2012年9月に転換を完了している。

## 存在時の事業内容
ポケットカード株式会社の株券等の取得及び所有
かつての事業内容
- 小売り販売業の店舗経営及び運営業務（サークルK・サークルKミニ）等
- 商品陳列代行業務

## 沿革
- 1986年
  - 3月 - サークルケイ・ジャパン株式会社の100%出資子会社として設立
  - 4月 - 情報システム開発・POSシステム開発業務開始
- 1990年9月 - 店舗棚卸業務開始
- 1991年4月 - 店舗運営受託業務開始
- 1992年6月 - リース業務開始
- 1994年4月 - 店舗メンテナンス業務（清掃業務）開始。情報システム開発・POSシステム開発業務を親会社のシステム部へ移管
- 1997年4月 - ランドリー事業開始
- 1999年
  - 04月 - 名古屋市交通局と提携、DO!Shop受託業務開始
  - 12月 - Pocket Combi業務開始
- 2000年3月 - 慶弔用生花の手配・取次業務開始
- 2004年9月 - リース業務を親会社経理管理部へ移管
- 2006年5月 - ランドリー事業を外部へ事業譲渡
- 2009年4月 - 店舗運営受託業務を系列会社、株式会社リテイルスタッフへ移管
- 2011年
  - 2月 - サークルK名古屋伏見駅南店営業開始
  - 5月 - 新開発フォーマット、サークルKミニ名古屋久屋大通店、旧DO!Shopを看板換えし営業開始[3]
- 2012年 - 9月 - サークルKミニに全店転換完了[要出典]
- 2014年8月 - 店舗メンテナンス業務を系列会社、株式会社ビジネスサポートシステムへ事業承継
- 2015年3月 - 慶弔用生花の手配・取次業務を系列会社、株式会社リテイルスタッフへ移管
- 2016年9月 - 株式会社ビーエスエスへ社名を変更
- 2017年
  - 3月 - 地下鉄構内の8店舗が契約期間満了に伴い閉店
  - 6月 - 事業譲渡により店舗棚卸事業を終了
  - 8月 - ファミリーマートへの事業譲渡により店舗運営事業を終了
  - 9月 - 本社を東京都豊島区東池袋三丁目1番1号(ファミリーマート本社内)に移転
- 2018年6月 - 会社清算結了

## かつて運営していた店舗
店舗数は25店舗 （2015年5月1日現在）
店舗ブランド
- サークルKミニ
- サークルK

かつて存在した店舗ブランド
- DO!Shop
- ポケットコンビ (Pocket Combi)

- サークルKミニ
- DO!Shop
- ポケットコンビ